# 豊澤瞳
豊澤 瞳（とよさわ ひとみ・1990年〈平成2年〉11月16日 - ）は、北海道を中心に活動するフリーのローカルタレント、モデル、ラジオパーソナリティである。2018年ミス・ユニバース・ジャパン北海道代表。札幌ビューティーアート専門学校講師。

## 略歴
北海道千歳市出身。千歳市立千歳中学校→北海道虻田高等学校を経て、星槎道都大学経営学部卒業。弟が1人いる。
2歳の頃から水泳を習い、中学入学後にバレーボールを始める。高校1年時にはバレーボールの南北海道大会で準優勝を経験したが、大学1年時に左膝前十字靱帯を断裂し、プロへの夢を絶たれてしまう。
大学卒業後は札幌スポーツ&メディカル専門学校の教員を経て、2016年4月から母校の星槎道都大学の教員として女子バレーボール部のコーチを担当。だがコーチという裏方的な仕事に疑問を感じたことから、表に立つというモデルの仕事をしたいと思い立ち、「ミス・ユニバース・ジャパン2017」北海道大会に応募したが、結果は審査員特別賞だった。この悔しさを機に、食生活の見直しやヨガ等のトレーニングで8キロの減量に成功。応募年齢ギリギリでエントリーした「ミス・ユニバース・ジャパン2018」で北海道代表に選ばれ、2018年3月19日、ホテル椿山荘東京で行われた全国大会で3位に入賞した。
ミス・ユニバース・ジャパン受賞後は札幌ビューティーアート専門学校でトータルビューティーコースの講師を務める他、道内のあらゆるイベントに多数出演。またラジオパーソナリティとしてAIR-G'『ONE MORE LAP!』『REALIVE RADIO』『&.LOVE』『そと遊びRadio』を担当する他、サウナに関するテレビ番組『&sauna』に出演する等、活躍の幅を広げている。

## 人物
- 身長は178cm[2][1][5]。その高さからか、中学・高校時代は男性に間違われたほど。某所のサウナに行った際は男性ロッカーの鍵を渡されたこともある[TW 2]。
- 元北海道日本ハムファイターズの大累進は大学の同級生で、授業中にはノートを貸す程の仲だった[2]。
- 30歳になった2020年11月16日に一般男性と入籍したことをSNSで発表した[TW 1]。

## 出演

### テレビ番組
- さつログ（HBC）「ジョシナビ」コーナーリポーター
  - 2017年3月10日（プレミアムビール紹介[TW 3]）
  - 2017年6月30日（最新水着紹介[TW 4]）
  - 2017年7月14日（札幌市内のブライダルスポット紹介[TW 5]）
  - 2017年12月8日（司会の大森俊治とゲーム対決[TW 6]）
- キラキラ（HTB・2018年12月4日 – 7日未明放送）[8]
- 旅コミ北海道じゃらんdeGO!「真夏の外ごはん60分SP」（TVh・2019年7月20日放送）[9]
- &sauna（uhb・2020年7月 - ）【サウナチャンネル】&sauna（アンドサウナ） - YouTubeチャンネル
- Triangle x Talk（uhb・2021年11月 - ）
- 北海道ウェルネス旅～新・千歳発見伝～」（午前10：05＝TVhテレビ北海道制作）2023.11.03放送

### ラジオ番組
- ONE MORE LAP!（AIR-G・2020年）
- REALIVE RADIO（AIR-G・2020年10月 - ）
- &.LOVE（AIR-G’・2021年4月 - 2023年3月）[10]
- そと遊びRadio（AIR-G・2023年4月 - ）

### 広告
- T×T GARAGE（2018年 - ）
- 十勝地サイダー（2021年）

### イベント
- サッポロファクトリーシネマキャンプ supported by 札幌国際短編映画祭（2017年8月10日 - 11日、サッポロファクトリーアトリウム） - イベントMC[11]
- 札幌モーターショー2018「北海道BUBU」ブースコンパニオン（2018年1月19日 - 21日、札幌ドーム）[TW 7]
- スカイ・ビア&YOSAKOI祭（2018年7月14日、千歳市役所前駐車場）- ゲスト出演[1][5]
- すながわ公園祭2019（2019年9月16日、砂川市・北光公園）- ステージMC

#### スポーツ関連
- プロ野球 日本ハム×ソフトバンク戦始球式（2018年4月20日、札幌ドーム）[12]
- 北海道ビジネススポーツサミット2018（2018年12月23日、旭川市・雪の美術館） - 司会[13]
- プロ野球 日本ハム×ロッテ戦始球式（2019年4月14日、札幌ドーム）[14]
- 北海道ビジネススポーツサミット2019（2019年7月13日、小樽市・観光物産プラザ） - 司会[15]
- 第2回当別スウエーデンマラソン　イベントMC（2019年8月4日）[TW 8]
- Vリーグ サフィルヴァ北海道ホーム開幕戦始球式（2020年1月18日）[16]
- オリンピアンと滑ろう～札幌国際スキーマラソンpresents～（2021年2月13日）- ゲスト出演[17]

### ツイート
1. 1 2  豊澤瞳 [@hitomi_toyosawa] (2020年11月16日). "30歳になりました! そして結婚しました!!". X（旧Twitter）より2021年6月20日閲覧。
2. 1 2  豊澤瞳 [@hitomi_toyosawa] (2021年3月6日). "サウナ行ったら男性と間違われて男性ロッカーの鍵を渡されました。(中高生の時はよく間違われてたけど)". X（旧Twitter）より2021年6月20日閲覧。
3. ↑  さつログ [@hbctvs_log] (2017年3月9日). "ジョシナビでは、お鍋にもピッタリな「プレミアムビール」を豊澤瞳さんにナビゲーションしてもらいました。". X（旧Twitter）より2021年6月20日閲覧。
4. ↑  さつログ [@hbctvs_log] (2017年6月29日). "さらに「ジョシナビ」では、今年流行が予想される最新水着を豊澤瞳さんが伝えてくれます。お楽しみに". X（旧Twitter）より2021年6月20日閲覧。
5. ↑  studio s [@studios_model] (2017年7月3日). "本日HBC北海道様"さつログ"のコーナー「ジョシナビ」の収録を行いました! 今回リポーターを務めたのは、スタジオエスモデルの豊澤瞳です♩". X（旧Twitter）より2021年6月20日閲覧。
6. ↑  さつログ [@hbctvs_log] (2017年12月7日). "ジョシナビは豊澤瞳さんと大森さんが大乱闘しています…新作ゲームの紹介ですが。". X（旧Twitter）より2021年6月20日閲覧。
7. ↑  豊澤瞳 [@hitomi_toyosawa] (2018年1月25日). "札幌モーターショーで北海道BUBU様のMaseratiブースに入らせていただきました". X（旧Twitter）より2021年6月20日閲覧。
8. ↑  豊澤瞳 [@hitomi_toyosawa] (2019年8月5日). "当別スウェーデンマラソンでMCやらせてもらいましたー!!". X（旧Twitter）より2021年6月20日閲覧。